# 焦硫酸
焦硫酸是一種硫的含氧酸，通常情况下为无色晶体(当冷却发烟硫酸时，可以析出焦硫酸的晶体)，其熔点为308K。

## 用途
焦硫酸為發煙硫酸的主要構成物，同時根據以下方程式，是液態脫水硫酸的次要構成物：
{\displaystyle \mathrm {H_{2}S_{2}O_{7}\rightleftharpoons H_{2}SO_{4}+SO_{3}} }
焦硫酸比浓硫酸有更强的氧化性、吸水性和腐蚀性。它在制造某些染料、炸药中用作脱水剂。在有机化学中有用作磺化剂。

## 製備
焦硫酸可由過量的三氧化硫與硫酸反應製得：
{\displaystyle \mathrm {H_{2}SO_{4}+SO_{3}\rightleftharpoons H_{2}S_{2}O_{7}} }